# Kamiel Verschuren
 (janvier 2018).
Si vous disposez d'ouvrages ou d'articles de référence ou si vous connaissez des sites web de qualité traitant du thème abordé ici, merci de compléter l'article en donnant les références utiles à sa vérifiabilité et en les liant à la section « Notes et références ».
Kamiel Verschuren, né en 1968 aux Pays-Bas est un artiste visuel, conceptuel et interdisciplinaire néerlandais installé à Rotterdam (Pays-Bas). 

## Biographie
Kamiel Verschuren est un artiste visuel, conceptuel et interdisciplinaire néerlandais né en 1968, installé à Rotterdam (Pays-Bas). Il œuvre dans un contexte international et nourrit un intérêt particulier pour le domaine public et la position de l'artiste dans la société à partir de diverses perspectives: en tant que dessinateur, designer d'espace public, organisateur d’événements, activiste social, observateur, professeur, conseiller urbain, artiste-paysagiste, producteur et publiciste. Pour lui, l'art est une plateforme ouverte et critique visant à engager le dialogue avec autrui, une conversation globale se produisant simultanément en plusieurs endroits, à laquelle chacun peut prendre part. Jusqu'en 1998, Verschuren a travaillé à la compréhension et à l'élargissement du concept d'espace et de l'idée d'existentialisme, ce qui a donné lieu à la production d'œuvres littéraires (son-texte-vidéo), d’installations, d’art conceptuel, de dessins et de photographies. 
En 1998, il décide de changer de cap et commence à travailler de manière réaliste et participative, en se référant au contexte de la vie quotidienne dans lequel l'art doit s’insérer. Son travail ayant principalement lieu en dehors du monde de l'art, des musées et des galeries, Verschuren privilégie des activités qui aboutissent à des collaborations avec d'autres artistes et organisations, ainsi qu'à l'établissement de diverses fondations et initiatives d'artistes. Il prend part activement à des travaux collaboratifs au long cours avec, entre autres, FSKE-Studio Galleria, S-Air (Sapporo Artists in Residence), La Source du Lion au Maroc, East Street Arts à Leeds (Royaume-Uni), et doual’art au Cameroun.
De 1996 à 2005, il a réalisé plusieurs commandes publiques, en réajustant souvent la mission initiale en créant des exemples pour les acteurs politiques. Depuis 1998, il est étroitement impliqué dans le développement urbain et social de Rotterdam-Sud, où il vit et travaille. En 2000, il a commencé à réaliser plus de 60 projets et manifestations d'art publics, tels que les quatre premières éditions des Open Studios Charlois (2001-2004), les manifestations d'art internationales Something about Charlois (2001-2003) et Moving in Free Zones (2007), les
expositions OnSouth#1 et OnSouth#2 (2010), ainsi que plusieurs commandes allant de The Shadow of the Image (1996) et le MaastunnelMonument NL (2003), au plus récent De Schouwplaats (2014). Récemment, avec la fondation Stedelinks010, Verschuren investit dans l'infrastructure sociale et physique de Rotterdam-Sud, mettant en place un ferry indépendant pour connecter le sud au nord de la ville, ainsi qu'un restaurant de quartier « pop-up » (Fondation Charlois aan het Water). Le but de toutes ces initiatives est de créer une vie publique, de mettre en relation les gens afin de les autonomiser des pouvoirs publics, de questionner l'autorité et de créer de la liberté, tout en assumant ses responsabilités.